# Henning Berg
Henning Stille Berg (Eidsvoll, 1 september 1969) is een voormalig betaald voetballer uit Noorwegen die speelde als verdediger. Hij was de eerste Noor die met twee verschillende clubs de Engelse landstitel won. Na zijn spelersloopbaan werd hij trainer.

## Clubcarrière
Berg speelde jarenlang in Engeland, bij Manchester United en Blackburn Rovers. Met die laatste club won Berg de Premier League in het seizoen 1994/95 en de League Cup in 2002. In de finale tegen Tottenham Hotspur (2-1) was Berg aanvoerder omdat Garry Flitcroft geschorst was. Hij beëindigde zijn loopbaan in 2004 bij Glasgow Rangers. Berg stapte nadien het trainersvak in en was achtereenvolgens coach van FC Lyn, Lillestrøm SK en Blackburn Rovers. Berg was amper 57 dagen in dienst als trainer-coach van Blackburn. In tien wedstrijden werd onder zijn leiding maar één overwinning behaald, waarna de clubleiding ingreep en de Noor ontsloeg. In het seizoen 2020-2021 is hij trainer van Ominio Nicosia op Cyprus, een van de tegenstanders van PSV in de EuropaLeague.

## Interlandcarrière
Onder leiding van bondscoach Egil "Drillo" Olsen maakte Berg zijn debuut voor het Noors voetbalelftal op 13 mei 1992 in het oefenduel tegen Faeröer (2-0) in het Ullevaal Stadion in Oslo. Berg speelde in totaal honderd interlands en scoorde negen keer voor zijn vaderland. Hij nam met zijn vaderland deel aan het WK voetbal 1994, WK voetbal 1998 en EK voetbal 2000.

## Erelijst

### Als speler
Blackburn Rovers
- Premier League

1994–95
- League Cup

2001–02
 Manchester United
- Premier League

1998–99, 1999–2000
- FA Cup

1998–99
- Charity Shield

1997
- UEFA Champions League

1998–99
- Intercontinental Cup

1999

### Als trainer
Legia Warschau
- Ekstraklasa

2013-14
- Puchar Polski

2014-15
| Interlands van Henning Berg voor Noorwegen | Interlands van Henning Berg voor Noorwegen | Interlands van Henning Berg voor Noorwegen | Interlands van Henning Berg voor Noorwegen | Interlands van Henning Berg voor Noorwegen | Interlands van Henning Berg voor Noorwegen |
| №                                          | Datum                                      | Wedstrijd                                  | Uitslag                                    | Competitie                                 | Goals                                      |
| Als speler van Lillestrøm SK               | Als speler van Lillestrøm SK               | Als speler van Lillestrøm SK               | Als speler van Lillestrøm SK               | Als speler van Lillestrøm SK               | Als speler van Lillestrøm SK               |
| ------------------------------------------ | ------------------------------------------ | ------------------------------------------ | ------------------------------------------ | ------------------------------------------ | ------------------------------------------ |
| 1                                          | 13 mei 1992                                | Noorwegen – Faeröer                        | 2 – 0                                      | Oefeninterland                             |                                            |
| 2                                          | 3 juni 1992                                | Noorwegen – Schotland                      | 0 – 0                                      | Oefeninterland                             |                                            |
| 3                                          | 26 augustus 1992                           | Noorwegen – Zweden                         | 2 – 2                                      | Oefeninterland                             |                                            |
| 4                                          | 14 oktober 1992                            | Engeland – Noorwegen                       | 1 – 1                                      | WK-kwalificatie                            |                                            |
| 5                                          | 2 december 1992                            | China – Noorwegen                          | 2 – 1                                      | Oefeninterland                             |                                            |
| Als speler van Blackburn Rovers            |                                            |                                            |                                            |                                            |                                            |
| 6                                          | 30 maart 1993                              | Qatar – Noorwegen                          | 1 – 6                                      | Oefeninterland                             |                                            |
| 7                                          | 8 september 1993                           | Noorwegen – Verenigde Staten               | 1 – 0                                      | Oefeninterland                             |                                            |
| 8                                          | 22 september 1993                          | Noorwegen – Polen                          | 1 – 0                                      | WK-kwalificatie                            |                                            |
| 9                                          | 13 oktober 1993                            | Polen – Noorwegen                          | 0 – 3                                      | WK-kwalificatie                            |                                            |
| 10                                         | 10 november 1993                           | Turkije – Noorwegen                        | 2 – 1                                      | WK-kwalificatie                            |                                            |
| 11                                         | 15 januari 1994                            | Verenigde Staten – Noorwegen               | 2 – 1                                      | Oefeninterland                             |                                            |
| 12                                         | 9 maart 1994                               | Wales – Noorwegen                          | 1 – 3                                      | Oefeninterland                             |                                            |
| 13                                         | 20 april 1994                              | Noorwegen – Portugal                       | 0 – 0                                      | Oefeninterland                             |                                            |
| 14                                         | 22 mei 1994                                | Engeland – Noorwegen                       | 0 – 0                                      | Oefeninterland                             |                                            |
| 15                                         | 1 juni 1994                                | Noorwegen – Denemarken                     | 2 – 1                                      | Oefeninterland                             | Goal                                       |
| 16                                         | 5 juni 1994                                | Zweden – Noorwegen                         | 2 – 0                                      | Oefeninterland                             |                                            |
| 17                                         | 19 juni 1994                               | Noorwegen – Mexico                         | 1 – 0                                      | WK-eindronde                               |                                            |
| 18                                         | 23 juni 1994                               | Italië – Noorwegen                         | 1 – 0                                      | WK-eindronde                               |                                            |
| 19                                         | 28 juni 1994                               | Ierland – Noorwegen                        | 0 – 0                                      | WK-eindronde                               |                                            |
| 20                                         | 7 september 1994                           | Noorwegen – Wit-Rusland                    | 1 – 0                                      | EK-kwalificatie                            |                                            |
| 21                                         | 12 oktober 1994                            | Noorwegen – Nederland                      | 1 – 1                                      | EK-kwalificatie                            |                                            |
| 22                                         | 16 november 1994                           | Wit-Rusland – Noorwegen                    | 0 – 4                                      | EK-kwalificatie                            | Goal                                       |
| 23                                         | 14 december 1994                           | Malta – Noorwegen                          | 0 – 1                                      | EK-kwalificatie                            |                                            |
| 24                                         | 8 februari 1995                            | Cyprus – Noorwegen                         | 0 – 2                                      | Oefeninterland                             |                                            |
| 25                                         | 29 maart 1995                              | Luxemburg – Noorwegen                      | 0 – 2                                      | EK-kwalificatie                            |                                            |
| 26                                         | 26 april 1995                              | Noorwegen – Luxemburg                      | 5 – 0                                      | EK-kwalificatie                            | Goal                                       |
| 27                                         | 25 mei 1995                                | Noorwegen – Ghana                          | 3 – 2                                      | Oefeninterland                             |                                            |
| 28                                         | 7 juni 1995                                | Noorwegen – Malta                          | 2 – 0                                      | EK-kwalificatie                            |                                            |
| 29                                         | 22 juli 1995                               | Noorwegen – Frankrijk                      | 0 – 0                                      | Oefeninterland                             |                                            |
| 30                                         | 16 augustus 1995                           | Noorwegen – Tsjechië                       | 1 – 1                                      | EK-kwalificatie                            | Goal                                       |
| 31                                         | 6 september 1995                           | Tsjechië – Noorwegen                       | 2 – 0                                      | EK-kwalificatie                            |                                            |
| 32                                         | 11 oktober 1995                            | Noorwegen – Engeland                       | 0 – 0                                      | Oefeninterland                             |                                            |
| 33                                         | 15 november 1995                           | Nederland – Noorwegen                      | 3 – 0                                      | EK-kwalificatie                            |                                            |
| 34                                         | 7 februari 1996                            | Spanje – Noorwegen                         | 1 – 0                                      | Oefeninterland                             |                                            |
| 35                                         | 27 maart 1996                              | Noord-Ierland – Noorwegen                  | 0 – 2                                      | Oefeninterland                             |                                            |
| 36                                         | 24 april 1996                              | Noorwegen – Spanje                         | 0 – 0                                      | Oefeninterland                             |                                            |
| 37                                         | 2 juni 1996                                | Noorwegen – Azerbeidzjan                   | 5 – 0                                      | WK-kwalificatie                            |                                            |
| 38                                         | 1 september 1996                           | Noorwegen – Georgië                        | 1 – 0                                      | Oefeninterland                             |                                            |
| 39                                         | 9 oktober 1996                             | Noorwegen – Hongarije                      | 3 – 0                                      | WK-kwalificatie                            |                                            |
| 40                                         | 10 november 1996                           | Zwitserland – Noorwegen                    | 0 – 1                                      | WK-kwalificatie                            |                                            |
| 41                                         | 29 maart 1997                              | VA Emiraten – Noorwegen                    | 1 – 4                                      | Oefeninterland                             |                                            |
| 42                                         | 30 april 1997                              | Noorwegen – Finland                        | 1 – 1                                      | WK-kwalificatie                            |                                            |
| 43                                         | 30 mei 1997                                | Noorwegen – Brazilië                       | 4 – 2                                      | Oefeninterland                             |                                            |
| 44                                         | 8 juni 1997                                | Hongarije – Noorwegen                      | 1 – 1                                      | WK-kwalificatie                            |                                            |
| Als speler van Manchester United           |                                            |                                            |                                            |                                            |                                            |
| 45                                         | 20 augustus 1997                           | Finland – Noorwegen                        | 0 – 4                                      | WK-kwalificatie                            |                                            |
| 46                                         | 6 september 1997                           | Azerbeidzjan – Noorwegen                   | 0 – 1                                      | WK-kwalificatie                            |                                            |
| 47                                         | 10 september 1997                          | Noorwegen – Zwitserland                    | 5 – 0                                      | WK-kwalificatie                            |                                            |
| 48                                         | 25 februari 1998                           | Frankrijk – Noorwegen                      | 3 – 3                                      | Oefeninterland                             |                                            |
| 49                                         | 25 maart 1998                              | België – Noorwegen                         | 2 – 2                                      | Oefeninterland                             |                                            |
| 50                                         | 22 april 1998                              | Denemarken – Noorwegen                     | 0 – 2                                      | Oefeninterland                             |                                            |
| 51                                         | 20 mei 1998                                | Noorwegen – Mexico                         | 5 – 2                                      | Oefeninterland                             | Goal                                       |
| 52                                         | 27 mei 1998                                | Noorwegen – Saoedi-Arabië                  | 6 – 0                                      | Oefeninterland                             |                                            |
| 53                                         | 10 juni 1998                               | Marokko – Noorwegen                        | 2 – 2                                      | WK-eindronde                               |                                            |
| 54                                         | 16 juni 1998                               | Schotland – Noorwegen                      | 1 – 1                                      | WK-eindronde                               |                                            |
| 55                                         | 23 juni 1998                               | Brazilië – Noorwegen                       | 1 – 2                                      | WK-eindronde                               |                                            |
| 56                                         | 27 juni 1998                               | Italië – Noorwegen                         | 1 – 0                                      | WK-eindronde                               |                                            |
| 57                                         | 6 september 1998                           | Noorwegen – Letland                        | 1 – 3                                      | EK-kwalificatie                            |                                            |
| 58                                         | 10 oktober 1998                            | Slovenië – Noorwegen                       | 1 – 2                                      | EK-kwalificatie                            |                                            |
| 59                                         | 14 oktober 1998                            | Noorwegen – Albanië                        | 2 – 2                                      | EK-kwalificatie                            | Goal                                       |
| 60                                         | 18 november 1998                           | Egypte – Noorwegen                         | 1 – 1                                      | Oefeninterland                             |                                            |
| 61                                         | 27 maart 1999                              | Griekenland – Noorwegen                    | 0 – 2                                      | EK-kwalificatie                            |                                            |
| 62                                         | 18 augustus 1999                           | Noorwegen – Litouwen                       | 1 – 0                                      | Oefeninterland                             |                                            |
| 63                                         | 4 september 1999                           | Noorwegen – Griekenland                    | 1 – 0                                      | EK-kwalificatie                            |                                            |
| 64                                         | 8 september 1999                           | Noorwegen – Slovenië                       | 4 – 0                                      | EK-kwalificatie                            |                                            |
| 65                                         | 9 oktober 1999                             | Letland – Noorwegen                        | 1 – 2                                      | EK-kwalificatie                            |                                            |
| 66                                         | 31 januari 2000                            | Noorwegen – IJsland                        | 0 – 0                                      | Nordic Cup                                 |                                            |
| 67                                         | 2 februari 2000                            | Denemarken – Noorwegen                     | 2 – 4                                      | Nordic Cup                                 | Goal · Goal                                |
| 68                                         | 23 februari 2000                           | Turkije – Noorwegen                        | 0 – 2                                      | Oefeninterland                             |                                            |
| 69                                         | 29 maart 2000                              | Zwitserland – Noorwegen                    | 2 – 2                                      | Oefeninterland                             |                                            |
| 70                                         | 26 april 2000                              | Noorwegen – België                         | 0 – 2                                      | Oefeninterland                             |                                            |
| 71                                         | 27 mei 2000                                | Noorwegen – Slowakije                      | 2 – 0                                      | Oefeninterland                             |                                            |
| 72                                         | 13 juni 2000                               | Spanje – Noorwegen                         | 0 – 1                                      | EK-eindronde                               |                                            |
| 73                                         | 16 augustus 2000                           | Finland – Noorwegen                        | 3 – 1                                      | Oefeninterland                             |                                            |
| 74                                         | 2 september 2000                           | Noorwegen – Armenië                        | 0 – 0                                      | WK-kwalificatie                            |                                            |
| Als speler van Blackburn Rovers            |                                            |                                            |                                            |                                            |                                            |
| 75                                         | 7 oktober 2000                             | Wales – Noorwegen                          | 1 – 1                                      | WK-kwalificatie                            |                                            |
| 76                                         | 11 oktober 2000                            | Noorwegen – Oekraïne                       | 0 – 1                                      | WK-kwalificatie                            |                                            |
| 77                                         | 28 februari 2001                           | Noord-Ierland – Noorwegen                  | 0 – 4                                      | Oefeninterland                             |                                            |
| 78                                         | 24 maart 2001                              | Noorwegen – Polen                          | 2 – 3                                      | WK-kwalificatie                            |                                            |
| 79                                         | 28 maart 2001                              | Wit-Rusland – Noorwegen                    | 2 – 1                                      | WK-kwalificatie                            |                                            |
| 80                                         | 2 juni 2001                                | Oekraïne – Noorwegen                       | 0 – 0                                      | WK-kwalificatie                            |                                            |
| 81                                         | 6 juni 2001                                | Noorwegen – Wit-Rusland                    | 1 – 1                                      | WK-kwalificatie                            |                                            |
| 82                                         | 15 augustus 2001                           | Noorwegen – Turkije                        | 1 – 1                                      | Oefeninterland                             |                                            |
| 83                                         | 1 september 2001                           | Polen – Noorwegen                          | 3 – 0                                      | WK-kwalificatie                            |                                            |
| 84                                         | 5 september 2001                           | Noorwegen – Wales                          | 3 – 2                                      | WK-kwalificatie                            |                                            |
| 85                                         | 13 februari 2002                           | België – Noorwegen                         | 1 – 0                                      | Oefeninterland                             |                                            |
| 86                                         | 27 maart 2002                              | Tunesië – Noorwegen                        | 0 – 0                                      | Oefeninterland                             |                                            |
| 87                                         | 17 april 2002                              | Noorwegen – Zweden                         | 0 – 0                                      | Oefeninterland                             |                                            |
| 88                                         | 14 mei 2002                                | Noorwegen – Japan                          | 3 – 0                                      | Oefeninterland                             | Goal                                       |
| 89                                         | 22 mei 2002                                | Noorwegen – IJsland                        | 1 – 1                                      | Oefeninterland                             |                                            |
| 90                                         | 21 augustus 2002                           | Noorwegen – Nederland                      | 0 – 1                                      | Oefeninterland                             |                                            |
| 91                                         | 7 september 2002                           | Noorwegen – Denemarken                     | 2 – 2                                      | EK-kwalificatie                            |                                            |
| 92                                         | 12 oktober 2002                            | Roemenië – Noorwegen                       | 0 – 1                                      | EK-kwalificatie                            |                                            |
| 93                                         | 16 oktober 2002                            | Noorwegen – Bosnië en Herz.                | 2 – 0                                      | EK-kwalificatie                            |                                            |
| 94                                         | 2 april 2003                               | Luxemburg – Noorwegen                      | 0 – 2                                      | EK-kwalificatie                            |                                            |
| 95                                         | 11 juni 2003                               | Noorwegen – Roemenië                       | 1 – 1                                      | EK-kwalificatie                            |                                            |
| Als speler van Glasgow Rangers             |                                            |                                            |                                            |                                            |                                            |
| 96                                         | 20 augustus 2003                           | Noorwegen – Schotland                      | 0 – 0                                      | Oefeninterland                             |                                            |
| 97                                         | 7 september 2003                           | Bosnië en Her. – Noorwegen                 | 1 – 0                                      | EK-kwalificatie                            |                                            |
| 98                                         | 11 oktober 2003                            | Noorwegen – Luxemburg                      | 1 – 0                                      | EK-kwalificatie                            |                                            |
| 99                                         | 15 november 2003                           | Spanje – Noorwegen                         | 2 – 1                                      | EK-kwalificatie                            |                                            |
| 100                                        | 27 mei 2004                                | Noorwegen – Wales                          | 0 – 0                                      | Oefeninterland                             |                                            |